# Мурена носата
Мурена носата (Rhinomuraena quaesita) — вид мурен, єдиний представник роду Rhinomuraena. Також відома як листоноса мурена або бернісовий вугор, а ще стрічковий вугор. Раніше виділявся ще один вид роду Rhinomuraena — R. amboinensis. Назва R. quaesita використовувався для вугрів з блакитною стрічкою, а R. amboinensis — для вугрів з чорною стрічкою. Тепер вони визнані одним видом.
Носата мурена зустрічається в лагунах і рифах Індо-Тихоокеанського регіону, від Східної Африки до південної Японії, Австралії та Французької Полінезії. Цей вид широко розповсюджений, його часто бачать дайвери в індонезійських водах, коли їхня голова та передня частина тіла виглядають із піску або тріщин у скелях. Середовище існування — від мілководдя до глибини приблизно 60 м.
Незважаючи на те, що зазвичай вид зараховують до родини муренових (Muraenidae), він має кілька характерних ознак, на підставі яких деякі автори відносять його до власної родини Rhinomuraenidae.
Носата мурена схожа на міфічного китайського дракона з довгим тонким тілом і високими спинними плавцями. Її легко впізнати за розширеними передніми ніздрями. Ці риби також добре відомі своїми характерними щелепами, які при наближенні водолаза часто дуже широко розкриваються.
Зазвичай носата мурена вважається протандричним гермафродитом, спочатку риба буває самцем, а потім змінює стать на самку. Зміна кольору, пов'язана зі зміною статі, не відома в жодного іншого виду мурен. Молодняк та незрілі особини чорні з жовтим спинним плавником, у дорослих самців чорний колір змінюється на синій, а дорослі самки бувають повністю жовті або жовті з невеликою кількістю синього забарвлення в задній частині. Розмір блакитних дорослих самців коливається від 65 до 94 см завдовжки, жовті самки помітно більші й можуть досягати 130 см. В умовах утримання в неволі відмінності в забарвленні, пов'язані зі зрілістю чи статтю риб, не були виявлені.

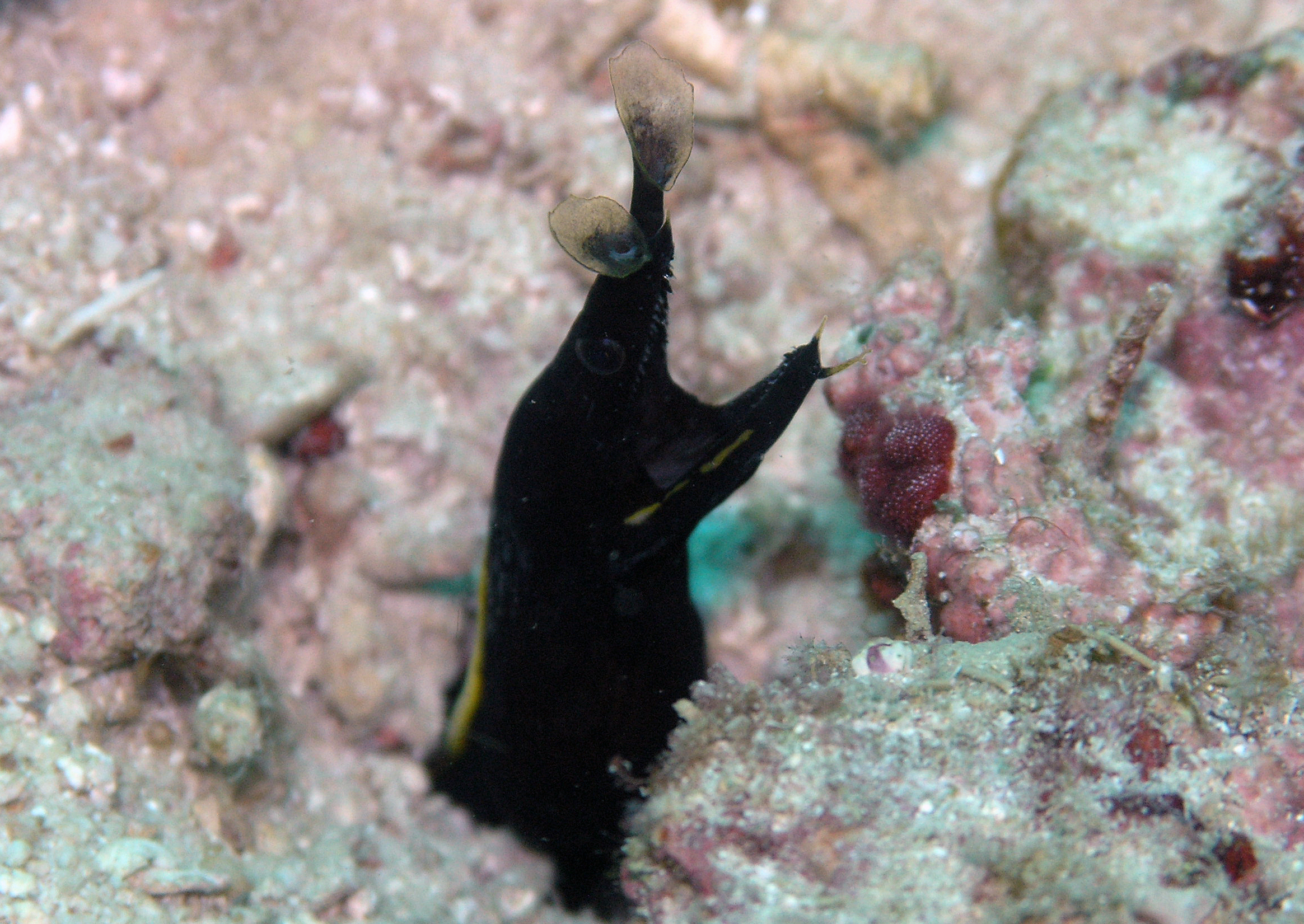
Носата мурена чорного кольору, молодняк